# 藤原勝臣
藤原 勝臣（ふじわら の かちおん）は、平安時代前期の官人・歌人。藤原北家、大和守・藤原長岡の孫。越後介・藤原発生の子。官職は阿波権掾。

## 経歴
元慶7年（883年）正月に阿波権掾に任ぜられた記録がある程度で、官歴は詳らかではない。『尊卑分脈』に従五位下・越後介に叙任されたとの記載があるが、父・発生の官位を誤って勝臣の場所に記載したものとされる。
『古今和歌集』に3首が入首する勅撰歌人で、採録されている和歌の詞書によると、貞観年間（859-877）から寛平（889-898）年間に作歌活動を行っていた事が窺われる。